# メタ変数
論理学において、メタ変数 (メタへんすう、英: metavariable、metalinguistic variableとも) もしくは構文論的変数 (英: syntactical variable)とは、メタ言語に属し、ある対象言語の要素を表す記号もしくは記号の列である。たとえば、文
 AとBを言語ℒの2つの文とする
において、記号AとBはメタ言語の一部であり、対象言語ℒに関する言明をそのメタ言語中で定式化する。
ジョン・コーコランはこの用語法を不適当だと考えている。なぜならば図式の使用を不明瞭なものとし、このような「変数」は実際には議論領域上の値を取るわけではないからである:220。
慣例として、メタ変数は与えられた図式中のすべての出現箇所において同じ実体によって一様に置換される。これと対照的に、形式文法における非終端記号は、生成規則の右辺に出現する非終端記号を異なる実体に置換することができる。
メタ変数の概念を形式化する試みの結果、ある種の型理論がもたらされた。